# Мастоптоз

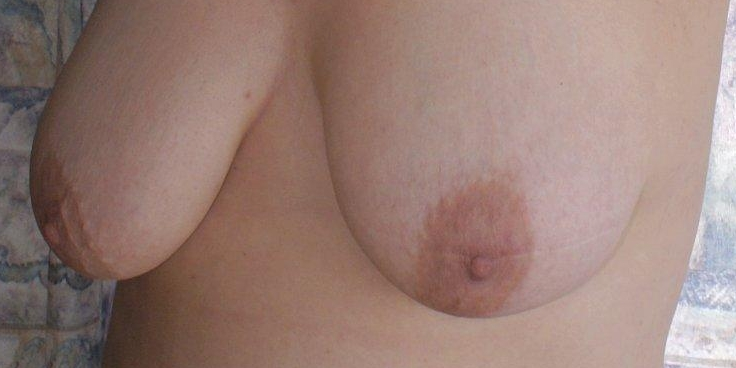
Мастоптоз

Мастопто́з (от др.-греч. μαστός «грудь» + др.-греч. πτῶσις «падение») — медицинский термин, которым обозначают опущение и потерю упругости женской грудью. Многие ошибочно полагают, что мастоптоз вызывается грудным вскармливанием, а также что его можно предотвратить с помощью ношения бюстгальтера, хотя его ношение не предотвращает обвисание груди.
Мастоптоз — естественный эффект старения, связанный со снижением уровня эстрогена с возрастом.
Скорость и сила выраженности мастоптоза зависит от нескольких факторов. Главные из них — наследственность, курение, индекс массы тела, количество беременностей, размер груди до беременности и возраст.

## Стадии мастоптоза

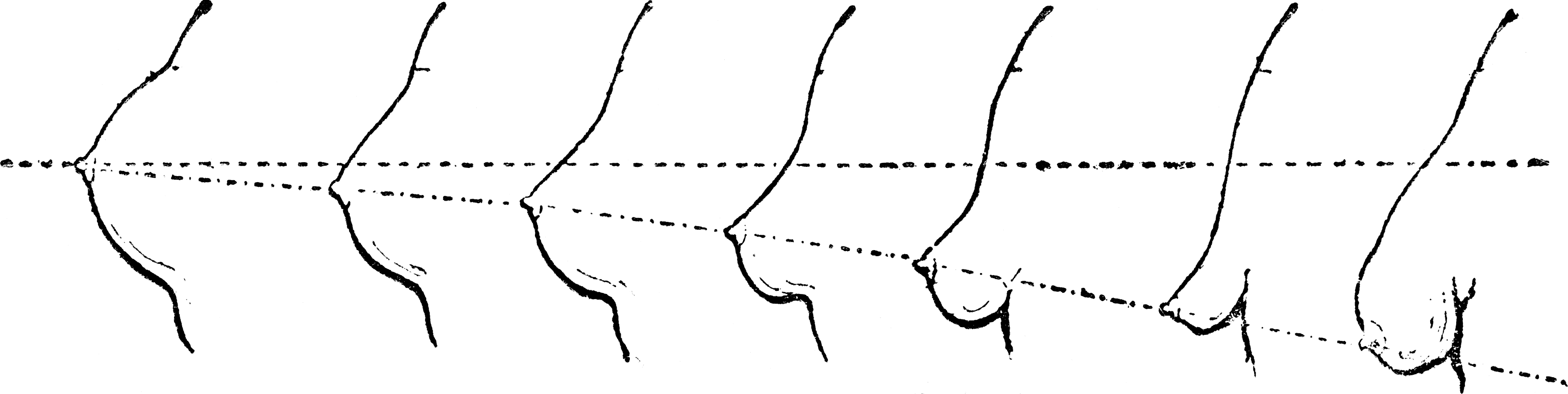
Стадии мастоптоза

Пластические хирурги классифицируют мастоптоз по положению соска по отношению к складке под грудью, точке, в которой нижняя поверхность груди крепится к грудной клетке. На последней стадии мастоптоза соски находятся ниже складки и смотрят вниз.
Существует модифицированная шкала Рено, по которой определяют стадию мастоптоза:
- I: лёгкий птоз: сосок находится на уровне складки и над большинством остальной ткани;
- II: средний птоз: сосок находится под складкой, но выше большинства остальной ткани;
- III: развитый птоз: сосок ниже складки и на уровне максимальной проекции груди;
- IV: сильный птоз: сосок намного ниже складки и смотрит в пол.
- Псевдоптоз — сосок находится либо на уровне складки, либо над ней, но нижняя часть груди отвисает за неё; это обычно проявляется после остановки вскармливания.
- Паренхиматозная диспропорция — складка находится очень высоко, у нижней части груди недостаточно полноты, сосок и ареола относительно близки к складке. Обычно это порок развития[9].

## Структура груди
Женские груди не содержат мышц и состоят из мягкой железистой ткани, молочных желёз, молочных протоков, жировой ткани и куперовых связок.
Железы в течение жизни почти не изменяются, количество жира, окружающего железы, варьирует в течение жизни. Несмотря на то, что точные механизмы, определяющие форму и размер груди, по большей части не известны, количество и распределение жировой ткани (и, в меньшей степени, железистой ткани) является причиной разнообразия размеров, форм и объёмов грудей. Куперовы связки немного[уточнить] помогают груди держать форму за счёт соединительной ткани, хотя их непосредственная функция пока (на 2010 год) не выяснена.

## Причины

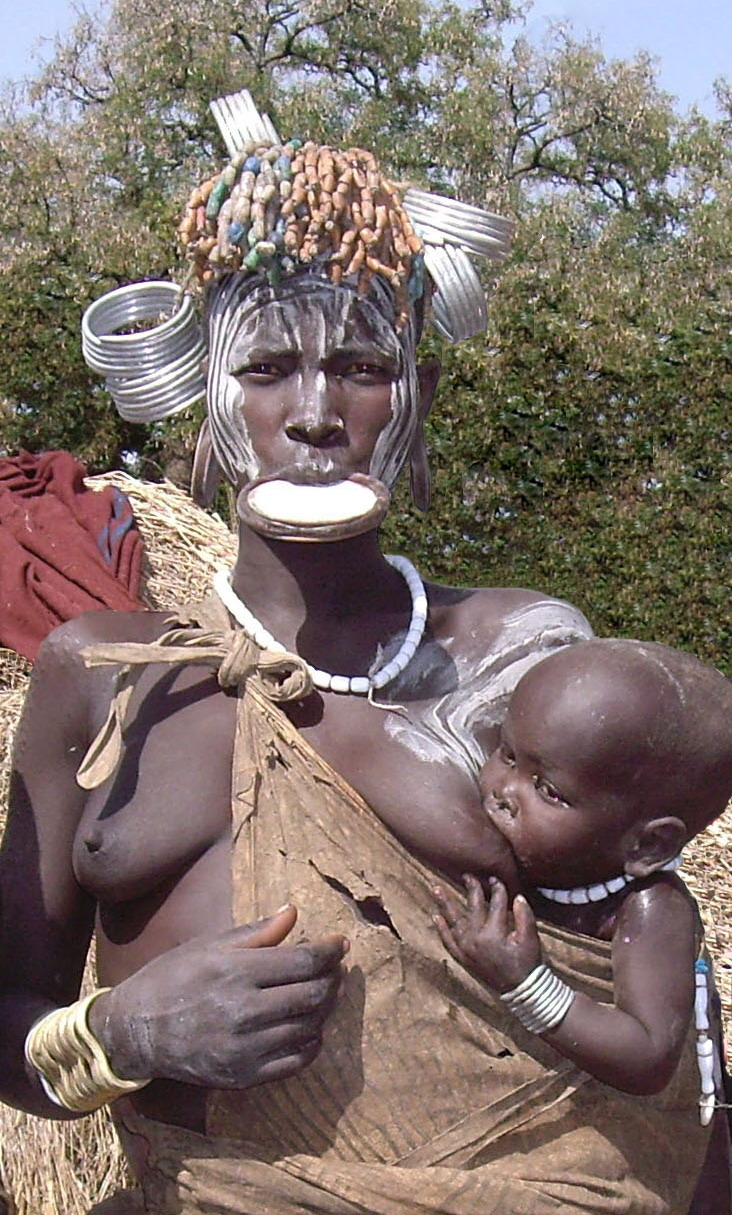
Африканская женщина кормит грудью своего ребёнка

Хотя операции по коррекции отвисания груди — мастопексии — являются одними из самых распространённых среди пластических операций (более 100000 в США ежегодно), исследование причин и факторов риска развития мастоптоза привлекло мало внимания со стороны медицинского сообщества. Так, обзор Реньо 1976 года указывает среди причин отвисания недостаток женских половых гормонов, потерю веса, дерматохалазию и послеоперационные осложнения, а глава справочника по эстетической грудной хирургии 1990 года указывает два дополнительных фактора: излишний вес груди (более 400 г) и вялость связок. Эти выводы основываются на личном опыте врачей и здравом смысле, но не подтверждены научными исследованиями.
Обвисание грудей частично определяется наследственными факторами — эластичностью кожи, плотностью груди, то есть соотношению лёгкого жира к тяжёлым железам, частично оно вызывается старением железистой ткани.
Пластический хирург из университета Кентукки Брайан Ринкер сообщил, что ему встречалось множество женщин, считавших, что грудь отвисает из-за грудного вскармливания, причём эта версия была обычна и среди медицинских работников. Он решил выяснить, так ли это, и в период с 1998 по 2006 год интервьюировал вместе с другими исследователями 132 женщин, которые собирались сделать операцию по увеличению груди или подтяжку. Были проанализированы истории болезней этих женщин, их индекс массы тела, количество беременностей, размер груди до беременности и то, курили ли они. Результаты исследований были обнародованы на конференции и в журнале Американского общества пластической хирургии (англ. American Society of Plastic Surgeons).
Согласно исследованию Ринкера, факторами риска для развития мастоптоза являются возраст, периоды похудения более чем на 50 фунтов (примерно 20 кг), высокий индекс массы тела, большие размеры чашечек используемых бюстгалтеров, количество беременностей и курение. Связи развития обвисания груди с наличием и продолжительностью грудного вскармливания, регулярными упражнениями на развитие мышц верхней части торса и набором веса при беременности исследование не показало. Кроме того, мастоптоз усиливается с каждой беременностью, а курение усиливает мастоптоз в послеродовом периоде. Ринкер связывает это с тем, что оно уничтожает поддерживающий грудь эластин. Кроме того, грудь отвисает с возрастом из-за притяжения Земли, что сильнее влияет на женщин с большим размером груди. Четвёртой причиной являлся набор веса и похудение.
Как отмечает Ринкер, результаты исследования нельзя прямолинейно распространить на всех женщин, так как дизайн исследования — ретроспективное нерандомизированное исследование пациентов, желающих скорректировать свою грудь — не позволяет этого, смещая, по-видимому, данные в сторону более сильной представленности женщин с сильным мастоптозом.

### Бег
При беге грудь двигается в трёх измерениях (вертикально, горизонтально и внутрь), описывая восьмёрку. Свободное движение груди большого размера без поддержки может усиливать обвисание. Исследования показывают, что при беге более чем 50 % движений груди вертикальны, 22 % горизонтальны и 27 % — внутрь и наружу. Исследование 2007 года показало, что среди спортивных бюстгальтеров более эффективны те, у которых каждая из грудей находится в отдельном кармане, а не компрессионные, прижимающие груди к телу; первые уменьшают перемещение в двух направлениях, а вторые — лишь в одном. Ранее считалось, что бюстгальтеры с отдельными полостями для каждой груди нужны только женщинам с большим размером груди, а маленькие и средние груди лучше удерживать компрессионными бюстгальтерами.

### Беременность
Во время беременности яичники и плацента производят эстрогены и прогестерон, которые стимулируют от 15 до 20 долек молочной железы. При нескольких беременностях грудь растягивается и сжимается несколько раз при наборе и сбросе веса. Вдобавок, даже после окончания лактации железы остаются увеличенными некоторое время, что усиливает мастоптоз.

### Пожилой возраст
У женщин после наступления менопаузы обвисание груди усиливается из-за уменьшения эластичности кожи. Частично это вызвано уменьшением количества эстрогенов, которые, помимо прямого влияния на полноту и эластичность ткани, также нужны для поддержания уровня коллагена, из которого по большей части состоит соединительная ткань груди, которая с возрастом усыхает, что приводит к обвисанию груди.

## Бюстгальтеры
Так как грудь не содержит мышц, её форму невозможно улучшить с помощью упражнений. Многие женщины по ошибке считают, что ношение бюстгальтера предотвращает обвисание груди. Ни исследователи, ни производители бюстгальтеров, ни работники здравоохранения не смогли найти подтверждения этой гипотезе. Производители бюстгальтеров осторожно утверждают, что бюстгальтеры влияют на форму груди только при ношении.

### Бюстгальтеры не предотвращают мастоптоз
У нас нет медицинских доказательств того, что ношение бюстгальтера может предотвратить мастоптоз, потому что грудь — не мышца, и её невозможно держать в форме. Оригинальный текст (англ.)No medical evidence
We have no medical evidence that wearing a bra could prevent sagging, because the breast itself is not muscle so keeping it toned up is an impossibility.— Джон Дикси, CEO компании Playtex
Роберт Манселл (англ. Robert Mansell), профессор хирургии в Университетском госпитале Уэльса в Кардиффе, утверждает, что «бюстгальтеры не предохраняют груди от обвисания, принимая во внимание растяжение грудных лигаментов и провисание в зрелом возрасте, это происходит очень часто и само по себе, а причиной этого является вес, часто тяжёлой груди, а их обладательницы носят бюстгальтеры, что не предотвращает [мастоптоза]». Джон Дикси (англ. John Dixey), занимавший в то время позицию CEO в компании Playtex, согласился с Манселлом: «У нас нет медицинских доказательств того, что ношение бюстгальтера может предотвратить мастоптоз, потому что грудь — не мышца, и её невозможно держать в форме».
Дебора Франклин (англ. Deborah Franklin), автор статей по медицине и науке, в журнале Health сравнила миф о постоянном ношении бюстгальтера с аналогичным поверием в отношении корсета.
Франклин взяла интервью у Кристины Хэйкок, хирурга в Медицинском университете Нью-Джерси и эксперта в области спортивной медицины. Доктор Хэйкок сказала о том, что лигаменты Купера не имеют никакого отношения к опорной ткани и лишь делят грудь на части. Она также отметила, что грудь начинает отвисать с возрастом, и обычно это сильнее выражено у женщин с большим размером груди, но мастоптоз не имеет отношения ни к лигаментам, ни к размеру груди. Она посоветовала носить бюстгальтер в случае, если женщина чувствует боль при упражнениях или если ей хочется создать определённый стиль в одежде, но в целом даже если женщина с большой грудью будет заниматься без лифа, то это не приведёт к необратимым изменениям, а женщины с размером A часто наиболее комфортно себя чувствуют вовсе без бюстгальтера.

### Бюстгальтеры могут вызывать мастоптоз
Во Франции было проведено три многолетних исследования, которые показали, что у женщин, не носящих бюстгальтеров во время спортивных упражнений, мастоптоз не сильнее, чем у носящих, и что грудь может сильнее обвисать от ношения бюстгальтера. Доктор Летиция Пьеро и доктор Жан-Дени Руайон, спортивный врач в академической клинике[неизвестный термин], провели несколько исследований, посвящённых влиянию бюстгальтеров на мастоптоз.
В 2003 году Пьеро опубликовала результат годичного исследования, в котором подробно исследовала 33 женщины, которые занимались спортом по крайней мере четыре часа в день. Они согласились на год совершенно прекратить носить бюстгальтер. Четыре раза производились биометрические исследования груди и сосков. Перед началом исследования большинство женщин сообщило о том, что испытывают небольшой дискомфорт при ношении бюстгальтера, а к концу года 88 % сообщили о том, что у них усилилось чувство комфорта. Оценка физического состояния пациентов показала усиление мускул-вращателей и грудных мышц, меньшее количество стрий и общее улучшение положения соска по отношению к плечевому суставу. Несмотря на обывательское мнение, грудь не только не обвисла, но по факту стала более упругой.
Данный результат был подтверждён Руайоном в 2007, когда он опубликовал трёхлетнее исследование 250 француженок. Была исследована относительная высота соска по отношению к ключице в положениях стоя и лёжа. Измерения проводились каждые полгода. У исследованных женщин расстояние от соска до плеча уменьшилось, а положение соска по отношению к нижней части груди улучшилось. Руайон сделал вывод о том, что бюстгальтеры не улучшают форму груди.
В 2013 году Руайон обновил свои находки после 15 лет изучения анатомии 320 женщин возраста до 35 лет. Он пришёл к выводу о том, что бюстгальтеры являются «ложной необходимостью», и что многим женщинам он попросту не нужен. Он пришёл к следующему заключению: «С медицинской, физиологической и анатомической точки зрения грудь не получает никакой пользы». Согласно предварительным результатам пока не опубликованного исследования, грудь тех женщин, которые ходили без бюстгальтера больше года, была твёрже и меньше подвергалась мастоптозу. Одним из примеров являлась женщина с некомфортно большой грудью, спустя два года неношения бюстгальтера произошло улучшение. Доктор Руайон предположил, что при ношении бюстгальтеров поддерживающие лигаменты ослабевают в отсутствие нагрузки, что вызывает обвисание при снятии бюстгальтера. Методология исследований, впрочем, была подвергнута сомнениям.
В гораздо менее масштабном японском исследовании 11 женщин возрастом от 22 до 39 лет подвергались измерениям при трёхмесячном ношении «хорошо подобранного» бюстгальтера и при отсутствии бюстгальтера ещё три месяца. Результаты этого исследования показали, что в первом случае грудь была больше и висела ниже. Значения окружности под грудью уменьшились, а над грудью — увеличились, нижняя часть груди переместилась вниз и наружу. Этот эффект был сильнее выражен на женщинах с большим размером груди. Это может быть связано с видом использованных бюстгальтеров, так как после их снятия наблюдалось улучшение.

## Коррекция
Некоторые женщины принимают решение пройти пластическую операцию по подтяжке груди. Во время этой процедуры иногда производится введение грудных имплантов.

## Комментарии
1. ↑  Bras don’t prevent breasts from sagging, with regard to stretching of the breast ligaments and drooping in later life, that occurs very regularly anyway, and that’s a function of the weight, often of heavy breasts, and these women are wearing bras and it doesn’t prevent it.
2. ↑  Medically, physiologically, anatomically—breasts gain no benefit from being denied gravity.